# Moussa Cissé
Pour les articles homonymes, voir Cissé.
Moussa Cissé, né le 10 décembre 1984 à Paris de parents mauritaniens, est un taekwondoïste français.
Il gagne la Coupe du Monde francophone par équipes en novembre 2005, à Niamey. Il remporte également sa catégorie (mois de 58 kg).
Il remporte ensuite la médaille d'argent dans la catégorie des moins de 58 kg aux Championnats d'Europe de taekwondo 2012.

## Palmarès
- 2004 : Vice champion de France (- 54 kg)
- 2005 : Vainqueur Coupe du Monde Francophone par équipe à Niamey
- 2005 : Vainqueur Coupe du Monde Francophone moins de 58 kg à Niamey
- 2012 : Vice champion d'Europe moins de 58 kg